# Loge Tubantia
Loge Tubantia is een vrijmetselaarsloge in Enschede opgericht in 1895, vallende onder het Grootoosten der Nederlanden.

## Geschiedenis

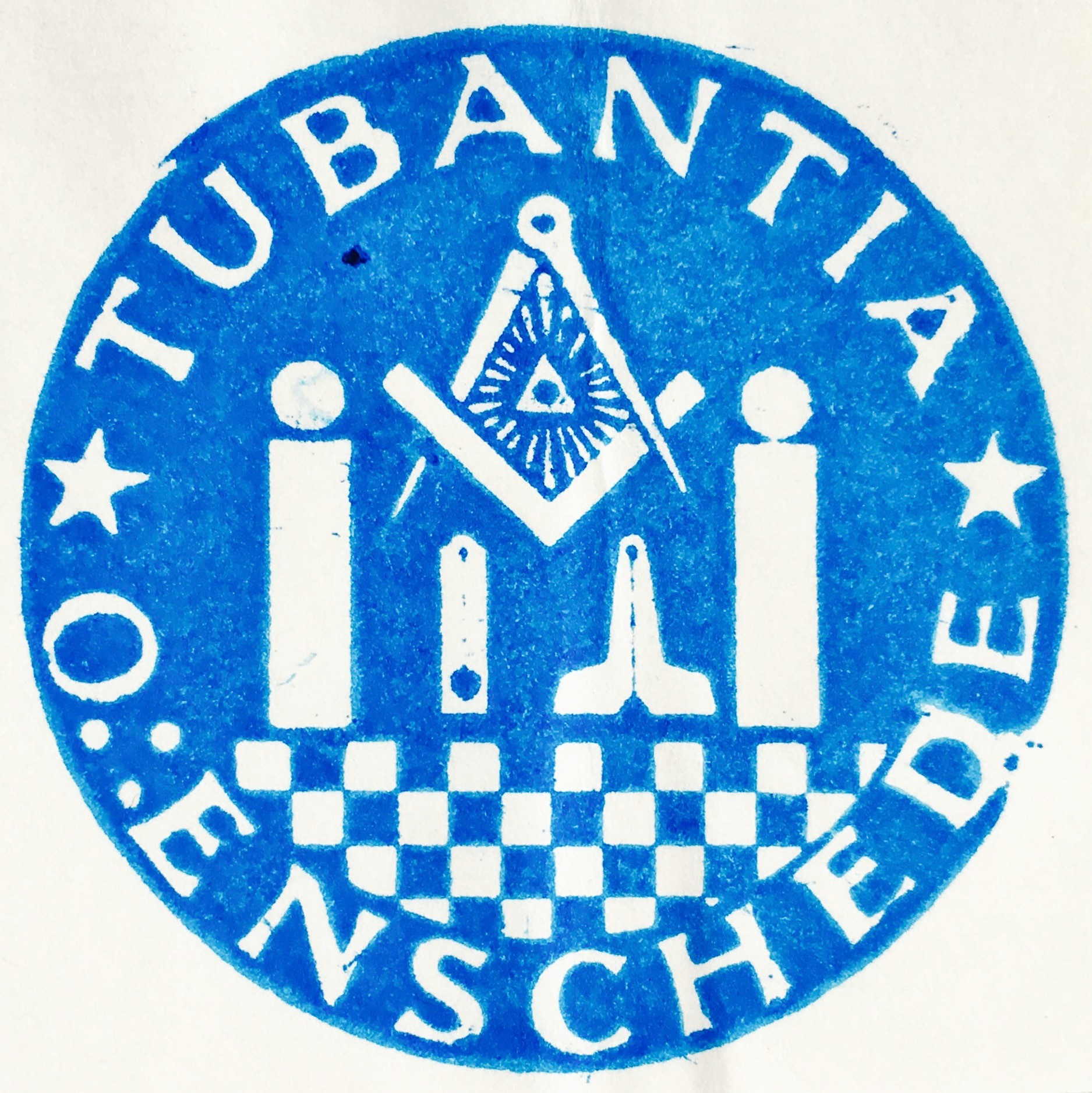
Een andere stempel gebruikt door de loge

Op 13 april 1872 werd in Hengelo de Maçonnieke Sociëteit ‘Tubantia’ opgericht door J.H. Wisselink, R.A. de Monchy en S. Bloemendaal. Op 26 september 1895 resp. 21 november 1895 deden J.H. Wisselink, S. Bloemendaal, H.M. Bruna, R.A. de Monchy en C. Boogaard het verzoek tot stichting van een ‘loge met beperkte werkkring’, waarop het Hoofdbestuur hun een constitutiebrief verleende per 22 december 1895. De loge werd op 13 april 1897 geïnstalleerd.
Op 21 januari 1901 werd het verzoek gedaan de loge te mogen vestigen in Enschede en tevens om de loge volledige bevoegdheid te verlenen. S. Spanjaard, P. van Vledder en A.A. Smits voegden zich toen bij de oprichters. Het Grootoosten op 16 juni 1901 verklaarde zich hiermede akkoord. De constitutiebrief werd ondertekend tijdens de vergadering van het Hoofdbestuur van 20 juli 1901. De loge werd als zodanig geïnstalleerd op 19 oktober 1901.

## Voorzittend Meesters
In onderstaande lijst een overzicht van de Voorzittend Meesters van Loge Tubantia gedurende de eerste eeuw van haar bestaan.
| Van  | Tot  | Voorzittend Meester     |
| ---- | ---- | ----------------------- |
| 1897 | 1906 | H.M. Bruna              |
| 1906 | 1932 | A.A. Smits              |
| 1933 | 1938 | B.H.A. ten Cate         |
| 1939 | 1946 | H.J. Overduin           |
| 1946 | 1946 | Henri Weyl (ad interim) |
| 1946 | 1947 | H.J. Hansma             |
| 1948 | 1955 | P. de Haan              |
| 1955 | 1959 | O.K.F. Bussemaker       |
| 1959 | 1962 | R.H. van Lunzen         |
| 1962 | 1966 | B.A. Sassen             |
| 1966 | 1967 | Th. Thalen              |
| 1967 | 1969 | J.H. Statius Muller     |
| 1969 | 1975 | F.J.W. ter Haar         |

Vrijmetselarij · Beginselen · Geschiedenis · Symbolen · Vrijmetselaarsloge · Ordegrondwet · Obediëntie · Regulariteit en irregulariteit · Ritus · Graden · Grootmeester · Gemengde vrijmetselarij · Para-vrijmetselarij · Antivrijmetselarij · Vrijmetselarij in Nederland · Vrijmetselarij in België · Internationale vrijmetselarij
>>> Meer info op Portaal:Vrijmetselarij <<<